# Новокамала
Новокамала— село в Рыбинском районе Красноярского края, административный центр  Новокамалинского сельсовета.

## География
Находится в примерно в 14 километрах по прямой на восток от районного центра города Заозёрный у станции Камала Красноярской железной дороги.

## Климат
Климат резко континентальный. Зима суровая, средние температуры января составляют –19—21 °С, критические — от –45 до –52 °С. Лето преимущественно жаркое, солнечное, со средними температурами июля +19—25 °С, максимальные: +34—38 °С. 

## История
Село основано в 1909 году при строительстве станции Камала. В советское время работал Заозёрновский зерносовхоз.

## Население
Постоянное население составляло 1517 человек в 2002 году (87% русские),  1099 в 2010.